# Jangheung
Der Landkreis Jangheung (kor.: 함평군, Jangheung-gun) befindet sich in der Provinz Jeollanam-do in Südkorea. Der Verwaltungssitz befindet sich in der Stadt Jangheung-eup. Der Landkreis hatte eine Fläche von 617,96 km² und eine Bevölkerung von 39.155 Einwohnern im Jahr 2019.
Der Landkreis ist bekannt für den Anbau von Shiitake-Pilzen.

Lage des Landkreises in Gyeongsangbuk-do